# Anomala tinctiventris
Anomala tinctiventris är en skalbaggsart som beskrevs av Max Quedenfeldt 1884. Anomala tinctiventris ingår i släktet Anomala och familjen Rutelidae. Inga underarter finns listade i Catalogue of Life.